# Звонов, Анатолий Ильич
Анато́лий Ильи́ч Зво́нов (10 июня 1947) — советский и российский театральный актёр, народный артист России (2006).

## Биография
Родился 10 июня в 1947 году.
Образование получил обучаясь на актёрском факультете Иркутского государственного театрального училища в 1970 году. Также имеет музыкальное образование - окончил школу военно-музыкантских воспитанников.
В настоящее время работает в Омском Театре юных зрителей. Его актёрское амплуа: простак, комедийный герой, комик-буфф.
Дополнительно работает на эстраде, преподаёт риторику в гимназии, руководит курсами повышения квалификации руководителей драматических коллективов.
Отлично играет на музыкальных инструментах — фортепиано, кларнет.

## Награды
- Заслуженный артист России (1996).
- Народный артист России (2006).
- Лауреат премии «Росар», «С надеждой в XXI век», «За творческое долголетие».

## Работы в театре
Множество ролей сыграно актёром Звоновым за время его работы в театре:
- Агостино («Цилиндр» — Филиппо Э.де);
- Барах «Принцесса Турандот» — Гоцци К.);
- Васенька («Свидание в предместье» — Вампилов А. В.);
- Винни-Пух («Винни-Пух и все-все-все» — Милн А.);
- Вышневский («Доходное место» — Островский А. Н.);
- Гаев («Вишнёвый сад» — Чехов А. П.);
- Городничий («Ревизор» — Гоголь Н. В.);
- Грабок («Пролетарская мельница счастья» — Мережко В.);
- Доктор Штоль («Человек со звезды» — Виттлингер К.);
- дон Чиро («Вор» — Филиппо Э.де);
- Король («Золушка» — Шварц Е. Л.);
- Кот Базилио («Приключения Буратино» — Толстой А. Н.);
- Кочкарев ("Женитьба" - Гоголь Н. В.);
- Красноречивый («Ящерица» — Володин А. М.);
- Марат («Мой бедный Марат» — Арбузов А. Н.);
- Оливье («Погоня» — Сименон Ж.);
- Отец («Удалой молодец — гордость Запада» — Синг Дж. М.);
- Персене («Романтики» — Ростан Э.);
- Слай («Укрощение строптивой» — Шекспир В.);
- Ученый («Тень» — Шварц Е. Л.).

## Фильмография
Анатолий Звонов исполнил одну эпизодическую роль в кино:
- 2003 — Таллинский экспресс. Фильм 7;